# Nationaal park Pelister

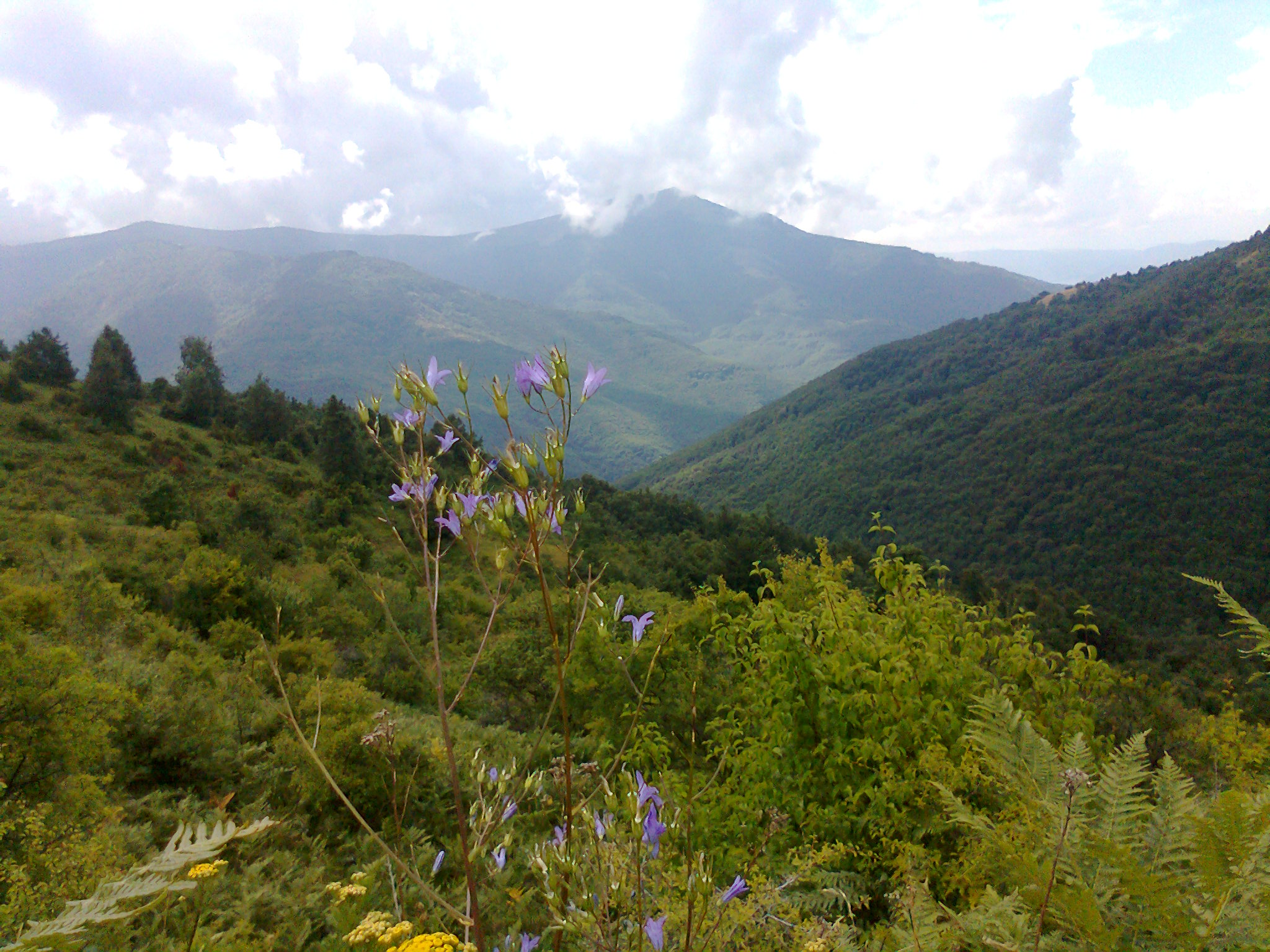
Nationaal park Pelister

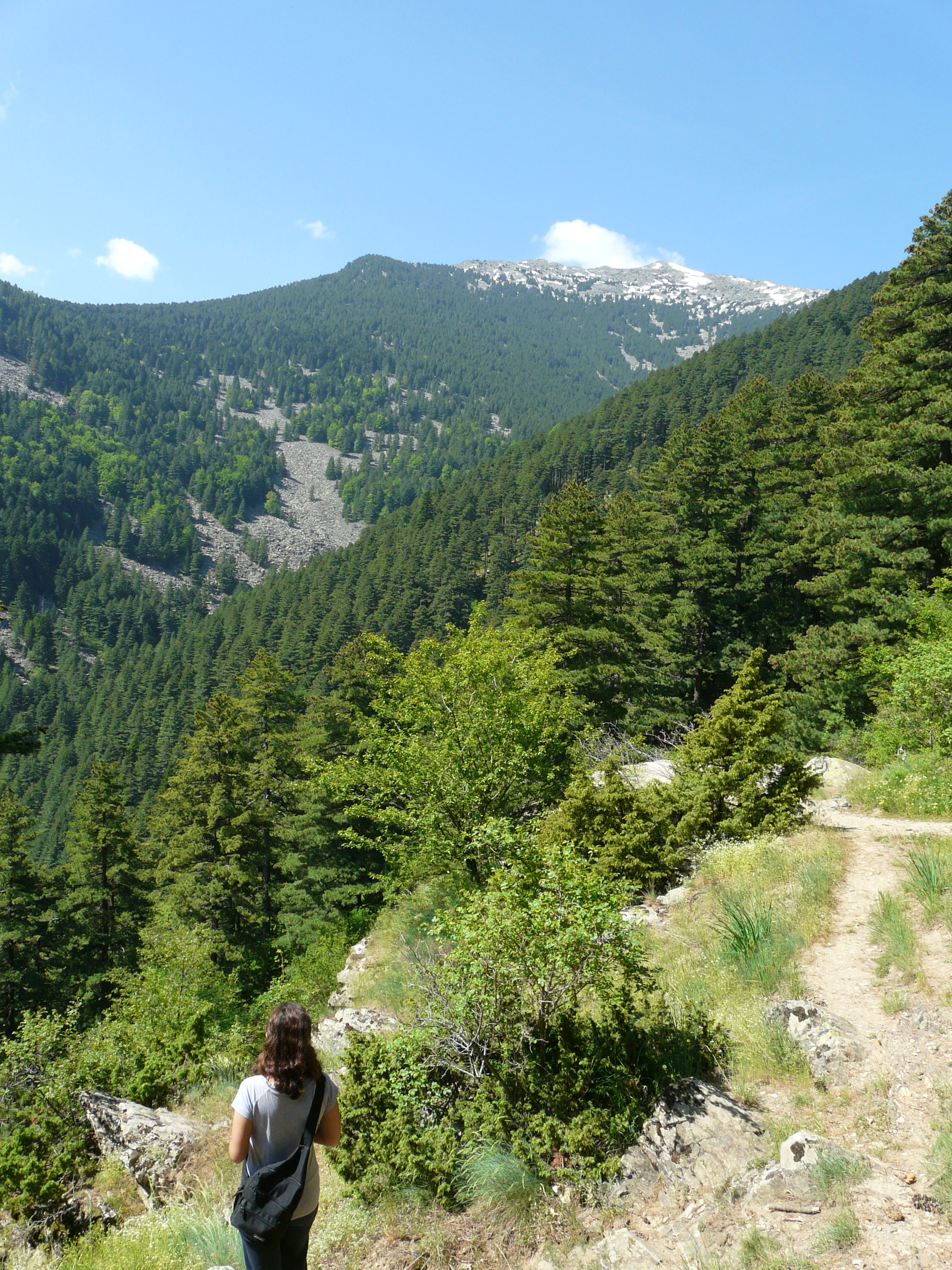
Nationaal park Pelister

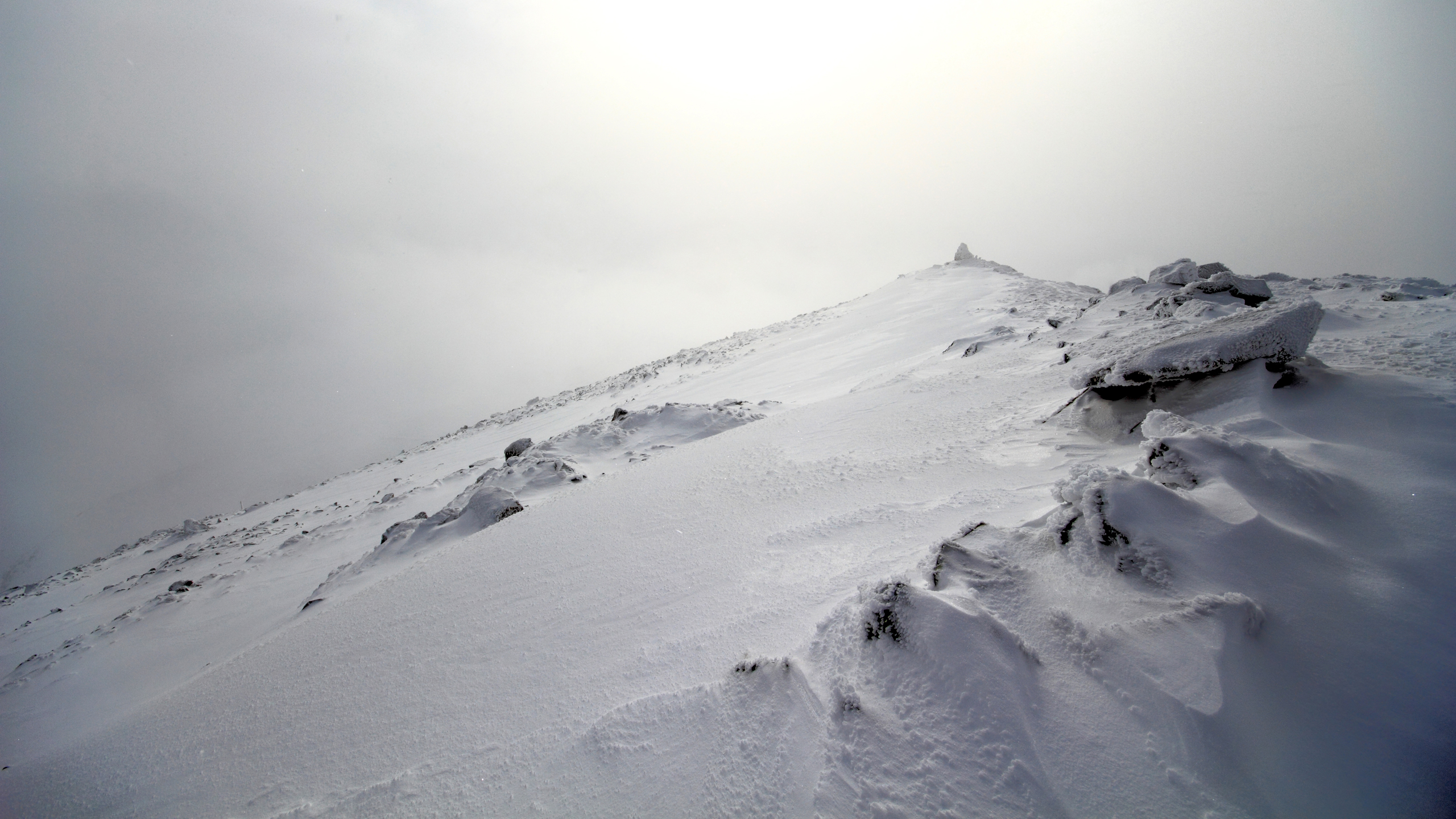
Nationaal park Pelister

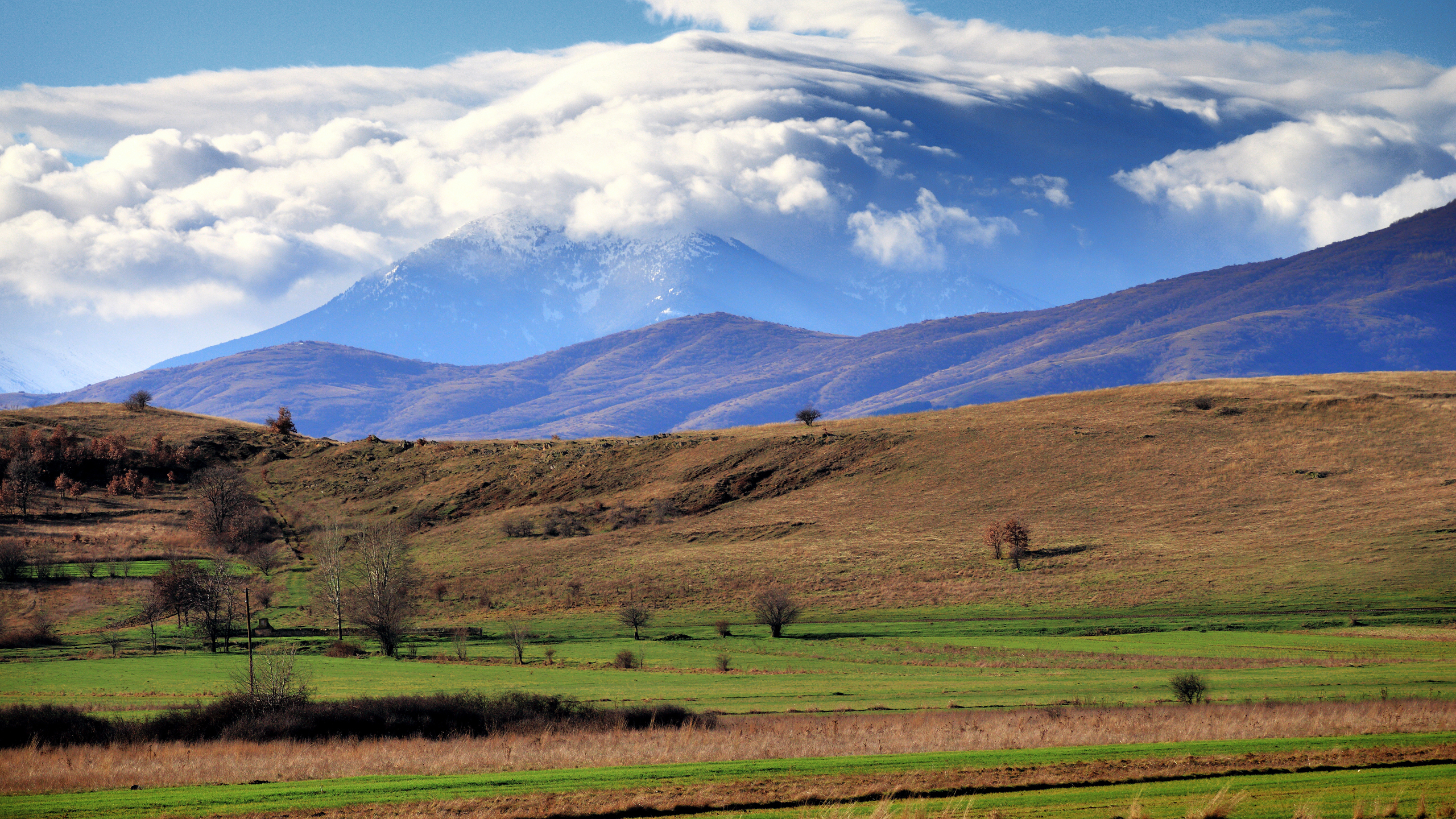
Nationaal park Pelister

Nationaal park Pelister (Macedonisch: Национален Парк Пелистер/ Nacionalen Park Pelister) is een van de vier nationale parken in Noord-Macedonië. Het park werd opgericht in 1948 en beslaat een gebied van 171,5 vierkante kilometer. Het landschap bestaat uit bergen en bossen. Het park maakt sinds 2000 samen met drie andere parken rond het Prespameer (het eveneens Macedonische nationale park Galičica, het Griekse nationaal park Prespa en het Albanese nationale park Prespa) deel uit van een trilateraal grensoverschrijdend Prespapark.